# Atharamura
Atharamura (o Atara-mura) és una serralada de Tripura a l'Índia. Corre de nord a sud de l'estat i està coberta de bambús i altra vegetació típica de la junta tropical.
Els seus cims principals són el Athara-mura de 443 metres, el Churamain, el Jari-mura, el Tula-mura i el Chapu.